# Terremoto de Concepción de 1751
El terremoto de Concepción de 1751 fue uno de los sismos más fuertes y desastrosos registrados en la historia de Chile. Sacudió con fuerza a la zona central del país, destruyendo las ciudades de Concepción, Chillán, Cauquenes, Curicó y, en menor medida, Talca el 24 de mayo de 1751, aunque actualmente existe un debate sobre cuando fue la fecha exacta del sismo. (véase Otras fechas)

## Contexto
La ciudad de Concepción había sido azotada ya antes por bastantes sismos. En esta ocasión todavía estaba en fase de recuperación del maremoto y terremoto que la destruyó completamente en 1730.
Horas antes del sismo, en la noche del 23 de mayo, hubo varios temblores. Esto causó que algunos penquistas, acostumbrados a los terremotos, se prepararan esperando lo peor.

## Desarrollo
La catástrofe se compone de dos partes: el terremoto en sí, y unos 10 a 40 minutos después con una serie de maremotos.

### Terremoto
Alrededor de la 1:00 de la madrugada se inició el sismo. De acuerdo a la crónica de un habitante de Valparaíso y a otra de un habitante de Concepción, el terremoto duró cerca de 6 minutos, aunque en Valparaíso no se registraron mayores daños. Durante el sismo y posterior tsunami, todas las edificaciones de la ciudad de Concepción fueron destruidas. Los registros señalan que el terremoto fue tan intenso que «los habitantes no se podían mantener de pie».
El sismo se sintió en el resto de la zona central, pero no con tanta intensidad. Una de las ciudades más afectadas luego de Concepción fue Chillán, en donde la totalidad de la ciudad resultó destruida y el río homónimo cambió de curso quedando cerca de 15 cuadras de su antiguo lecho. En Santiago la torre de la Catedral fue destruida por el temblor, aunque no se reportaron mayores daños en el resto de la ciudad.

### Tsunami
Entre las 1:05 y las 1:45, el mar se recogió más de 1 km, para luego volver con tres a cinco olas. La altura y la fuerza de éstas fue en aumento, por lo que la última fue la más desastrosa. Marejadas fueron percibidas hasta el puerto de El Callao (Perú). El maremoto también fue sentido con fuerza en el archipiélago de Juan Fernández, donde murieron 35 personas, incluidos el gobernador y su familia.

## Consecuencias
La consecuencia principal del terremoto fue el traslado de la ciudad (14 años después del sismo) hasta su actual ubicación, en parte como respuesta de los vecinos a las destrucciones sucesivas de los maremotos de 1730 y de 1751. El lugar elegido (luego de una larga controversia entre las autoridades civiles y religiosas, encabezadas por el obispo José de Toro y Zambrano Romo) fue el valle de la Mocha, donde se asienta actualmente Concepción. Aun así, el gentilicio de la ciudad no se modificó, quedando como «penquista».

### Réplicas
El sismo tuvo bastantes réplicas que destruían cualquier intento de restablecer incluso hogares de emergencia. Una de los más fuertes ocurrió el 26 de junio de 1751. Medio mes después, aproximadamente, las réplicas cesaron.

### Pérdidas de registros
Además del inmenso daño material causado por el terremoto, también ocurrió la destrucción y pérdida de valiosa información, documentación y archivos de distintas instituciones como el Ejército Real que tenía su cuartel general en Concepción debido a la Guerra de Arauco, archivos de la primera Real Audiencia creada en Chile (que funcionó en Concepción desde agosto de 1567 a junio de 1575), archivos de la administración (intermitentemente, pero a veces por años, el Capitán general de Chile gobernaba desde Concepción), registros parroquiales de nacimientos, matrimonios y defunciones, etc, que habían logrado salvarse del terremoto y maremoto de 1730. Por lo anterior, se dice que el terremoto de 1751 convirtió la historia de Concepción en mito, pues hoy casi no existen fuentes escritas para verificarla.

## Otras fechas
Aunque la mayoría de las referencias y los relatos hacen referencia a que el sismo ocurrió en la madrugada del 25 de mayo de 1751, otros registros señalan que fue en la noche del 24 de mayo.
Y aunque la mayoría de los historiadores dicen que los «predecesores» del sismo ocurrieron en la noche del 23 de mayo, existen registros que señalan que esto sucedió a lo largo del 23 y el 24 de mayo, ocurriendo el sismo el 25 de mayo.

## Testimonios
El siguiente es un testimonio de un ciudadano de Concepción citado por Diego Barros Arana

A poco más de la una de la mañana (del 25 de mayo) vino un fuerte remezón con el que todos precipitados corrimos cada uno en la forma en que se hallaba a los patios de las casas; i apénas empezábamos a pedir a Dios misericordia, cuando descargó (diez minutos después del primero) un terrible temblor de tierra que solo de oír los bramidos que ésta daba apénas había quien no estuviera fuera de sí. Su mayor fuerza me pareció que duraría como seis minutos, en cuyo tiempo se reconocieron tres repeticiones mas fuertes, alcanzándose el uno al otro; i no quedó en este instante templo, casa grande ni pequeña que no se arrojase, pues ni aun las personas se podían mantener en pie ni huir de las casas. El primer pensamiento de todos fue huir de la ciudad i ganar las alturas vecinas para sustraerse al peligro subsiguiente de una salida del mar que se creía inevitable; pero esta retirada presentaba las mayores dificultades. Algunas personas estaban sepultadas debajo de las ruinas, i se encontraban rodeadas por ellas los que habían escapado de aquel peligro. La oscuridad de la noche embarazaba toda dilijencia para saltar por entre los montones de escombros, o para hallar una puerta o un sendero. Todo era gritería, lamentos, confusion i desórden capaces de abatír los corazones mas enteros.

Los temblores se repetían, entre tanto, a cada instante, aunque con menor violencia. Los mas animosos no creían llegar a mañana: todos discurrían lo mismo, i hubiera sucedido a no haber usado Dios aquí una de sus mayores maravillas, i fue el haber detenido las aguas del mar algo más de media hora después del temblor, en cuyo tiempo pudieron los mas vecinos de esta ciudad salir con grandísima dificultad de las ruinas i huir desatentados a ampararse de los montes, cuyas faldas se derrumbaban también por efecto del temblor. .. A la media hora i minutos, empezando a hervir el mar, se ausentó precipitadamente de sus riberas, dejando toda su bahía (que es de 3 leguas) en seco, pero como a los siete minutos volvió con grandísima fuerza encrespando ola sobre ola con tanta altura que, excediendo sus límites, superó i coronó toda la ciudad entrando con más violencia que la carrera de un caballo. Retiróse con gran fuerza; i llevándose tras de sí todas las paredes aún no caidas y muebles de todas las casas, quedó esta ciudad como la plaza mas escueta. Retiróse otras veces en la forma dicha, i volvía aun con más fuerza segunda i tercera vez a inundar toda la ciudad aun mas la tercera vez que las antecedentes— Los destemplados alaridos i lamentosa gritería de todas las personas, los aullidos de los perros, el desconcertado canto de las aves i el pavor de los animales eran los presajios del juicio universal, i mucho mas oir i ver a los que, fluctuando entre las olas i golpes del mar, iban a perecer, no habiendo podido por sus años, achaques o desgracias, acojerse al monte.

(Ortografía original)